# Ost+Front/Diskografie
Diese Diskografie ist eine Übersicht über die musikalischen Werke der deutschen NDH-Band Ost+Front. Ihre erfolgreichste Veröffentlichung ist das fünfte Studioalbum Dein Helfer in der Not, das Rang 5 der deutschen Albumcharts erreichen konnte.

## Alben

### Studioalben
| Jahr | Titel Musiklabel (Vertrieb)                                   | Höchstplatzierung, Gesamtwochen, AuszeichnungChartsChartplatzierungen (Jahr, Titel, Musiklabel [Vertrieb], Platzierungen, Wochen, Auszeichnungen, Anmerkungen) | Anmerkungen                                                                         |
| Jahr | Titel Musiklabel (Vertrieb)                                   | DE | Anmerkungen                                                                         |
| ---- | ------------------------------------------------------------- | --- | ----------------------------------------------------------------------------------- |
| 2012 | Ave Maria Out of Line (Rough Trade Distribution)              | DE68 (1 Wo.)DE | Erstveröffentlichung: 3. September 2012 Erscheinungsformate: CD, CD+DVD-V*, CDR     |
| 2014 | Olympia Out of Line (Rough Trade Distribution)                | DE25 (1 Wo.)DE | Erstveröffentlichung: 7. Februar 2014 Erscheinungsformate: CD, 2×CD                 |
| 2016 | Ultra Out of Line (Rough Trade Distribution)                  | DE22 (1 Wo.)DE | Erstveröffentlichung: 29. Januar 2016 Erscheinungsformate: CD, 2×CD, 3×CD**         |
| 2018 | Adrenalin Out of Line (Rough Trade Distribution)              | DE9 (2 Wo.)DE | Erstveröffentlichung: 16. Februar 2018 Erscheinungsformate: CD, 2×CD, 4×CD**, 2×LP* |
| 2020 | Dein Helfer in der Not Out of Line (Rough Trade Distribution) | DE5 (2 Wo.)DE | Erstveröffentlichung: 31. Juli 2020 Erscheinungsformate: CD, 2×CD, 3×CD*; 2×LP      |

### Livealben
- 2018: Live in Moskau (2×CD; Out of Line/Rough Trade Distribution, Beilage der limitierten Box von Adrenalin)

### Remixalben
- 2016: Ultra - Das Dritte Ohr (CD; Out of Line / Rough Trade Distribution, Beilage der limitierten Box von Ultra)

### EPs
- 2013: Bitte schlag mich (CD; Out of Line / Rough Trade Distribution)
- 2014: Freundschaft (CD; Out of Line / Rough Trade Distribution)
- 2020: In der Hölle erfroren (CD; Out of Line / Rough Trade Distribution, Beilage der limitierten Box von Dein Helfer in der Not)

## Singles
- 2011: Fleisch (CD; Out of Line / Rough Trade Distribution)
- 2013: Liebeslied (7"; Out of Line / Rough Trade Distribution)
- 2015: Sternenkinder (CD; Out of Line / Rough Trade Distribution)
- 2017: Fiesta De Sexo (CD; Out of Line / Rough Trade Distribution)
- 2017: Arm & Reich (MP3; Out of Line Music)
- 2018: Adrenalin (MP3; Out of Line Music)
- 2018: Heavy Metal (MP3; Out of Line Music)
- 2020: Ikarus (MP3; Out of Line Music)
- 2020: Schau ins Land (MP3; Out of Line Music)

## Musikvideos
Offizielle Videoclips
- 2012: Ich liebe es (Regie: Ulrik Bruchholz)
- 2012: Denkelied (Regie: Ulrik Bruchholz)
- 2013: Bitte schlag mich (Regie: Patrick Herrmann Ostfront)
- 2014: Mensch (Regie: Chris Creepy)
- 2014: Freundschaft (Regie: Silvan Büge)
- 2015: Sternenkinder (Regie: Carlos Toro)
- 2016: Bruderherz (Regie: Carlos Toro)
- 2017: Arm & Reich (Regie: Henning Schulz, Christian Buenos Diaz)
- 2018: Heavy Metal (Regie: Henning Schulz, Christian Buenos Diaz)
- 2020: Schau ins Land (Regie: Henning Schulz)
- 2020: Geld Geld Geld (Regie: Henning Schulz)

Offizielle Lyrikvideos
- 2018: 10 Jahre OST+FRONT
- 2018: Hans guck in die Luft
- 2019: Puppenjunge (Produktion: Nils Freiwald)
- 2020: Ikarus
- 2020: Der Ruf deiner Hoffnung (Produktion: Ingo Spörl)
- 2020: Freiheit (Produktion: Ingo Spörl)
- 2020: In der Hölle erfroren (Produktion: Ingo Spörl)
- 2020: Honka, Honka (Produktion: Ingo Spörl)

## Boxsets
- 2016: Ultra – Limited Boxset (Out of Line / Rough Trade Distribution, limitiert auf 444 Exemplare, Inhalt: Holzbox, 3×CD, 1 Fanschal, 1 Sticker, 1 signiertes Zertifikat)
- 2018: Adrenalin – Limited Box (Out of Line / Rough Trade Distribution, limitiert auf 1000 Exemplare, Inhalt: 4×CD, 1 Flagge, 1 Sticker, 1 signiertes Zertifikat)
- 2020: Dein Helfer in der Not – Limited Edition Box (Out of Line / Rough Trade Distribution, limitiert auf 1000 Exemplare, Inhalt: 3×CD, 1 Flachmann, 1 Mund-Nasen-Maske, 1 signiertes Zertifikat)

## Sonstige Veröffentlichungen

### Gastbeiträge
- 2019: Krawallbrüder feat. Ost+Front – Auf Messers Schneide (erschienen auf dem gleichnamigen Album von Krawallbrüder)

### Coverversionen
- 2013: Out of the Dark (Original: Falco, erschienen auf der EP Bitte schlag mich)
- 2013: Out in the Rain (Original: Solitary Experiments, erschienen auf deren Album Phenomena)
- 2014: Eure Siege (Original: Lord of the Lost, erschienen auf deren Album From the Flame into the Fire)
- 2015: Habgier und Tod mit Ulrike Goldmann (Original: Saltatio Mortis, erschienen auf deren Album Zirkus Zeitgeist, Beilage der limitierten Edition; 15 Jahre – 15 Bands)
- 2017: Wrecking Ball mit Ulrike Goldmann (Original: Miley Cyrus, erschienen auf der Single Fiesta de Sexo)

### Remixe
- 2013: Rabia Sorda – Indestructible (Ost+Front Remix, erschienen auf deren Album Hotel Suicide)
- 2014: Sara Noxx & Goethes Erben – Weg Zurück (Ost+Front Remix, erschienen auf der gleichnamigen EP)
- 2015: Heldmaschine – Wer einmal lügt (Ost+Front Remix, erschienen auf der gleichnamigen Download-Single)
- 2015: Hocico – Relentless (Elektrosauerkraut Remix by Ost+Front, erschienen auf deren Album Ofensor)
- 2017: Blutengel – Leitbild (Ost+Front Remix, erschienen auf dem gleichnamigen Album)
- 2018: Solar Fake – A Bullet Left For You (Ost+Front Remix, erschienen auf deren Album You Win. Who Cares?)
- 2019: Massive Ego – Digital Heroin (Ost+Front Liebesgrüße aus Berlin Remix, erschienen auf deren Album Church for the Malfunctioned)
- 2021: Solar Fake – It’s Who You Are (Ost+Front Remix, erschienen auf deren Album Enjoy Dystopia)

### Beiträge für Sampler
- 2011: Awake The Machines Vol. 7 (Lied: Fleisch)
- 2012: Symphonies From The Abyss (Lied: Ich Liebe Es)
- 2012: Machineries Of Joy Vol. 5 (Lied: Silikon)
- 2013: Stahlbar Vol. 1 (Lied: 911)
- 2013: Mera Luna Festival 2013 (Lied: Denkelied)
- 2016: Amphi Festival 2016 (Lied: Afrika)
- 2018: Awake The Machines Vol. 8 (Lied: Heavy Metal)
- 2020: Electrostorm Vol. 9 (Lied: Sex, Schnaps und Gewalt (Dickpik Remix by Yellow Lazarus))

### Konzertaufnahmen auf DVD-Kompilationen
- 2012: Visions of Machines (Lied: Denkelied)
- 2015: Sonic Seducer – Cold Hands Seduction Vol. 172/173: M’era Luna Festival 2015 (Lied: Mensch)
- 2017: Sonic Seducer – Cold Hands Seduction Vol. 195 (Lied: Sternenkinder)

## Statistik

### Chartauswertung
|                     | DE    |
| ------------------- | ----- |
| Nummer-eins-Alben   | DE—DE |
| Top-10-Alben        | DE2DE |
| Alben in den Charts | DE5DE |